# Perloplusia
Perloplusia là một chi bướm đêm thuộc họ Noctuidae.